# NGC 2885
NGC 2885 é uma galáxia espiral (S0-a) localizada na direcção da constelação de Leo. Possui uma declinação de +23° 01' 12" e uma ascensão recta de 9 horas, 27 minutos e 18,4 segundos.
A galáxia NGC 2885 foi descoberta em 24 de Fevereiro de 1827 por John Herschel.